# Huis van Rasjid
Het huis Rasjid, Rasheed of Rashid (Arabisch: آل رشيد Āl Rashīd) was een historische Arabische dynastie die tussen 1836 en 1921 op het Arabische Schiereiland bestond. Zij waren de heersers over het emiraat van Jebel Shammar en de grootste vijanden van het huis Saoed, heersers van het emiraat Nadjd. Hun machtsbasis was Hail, een stad in het noorden van Nejd. Deze stad ontleende haar rijkdom aan haar ligging aan de route van de Hajj (bedevaart) en stond bekend om de handel die de reizigers naar Mekka met zich meebrachten. De heersers van Ha'il waren de zonen van Abdullah bin Rashid, oprichter van de dynastie.

## Geschiedenis

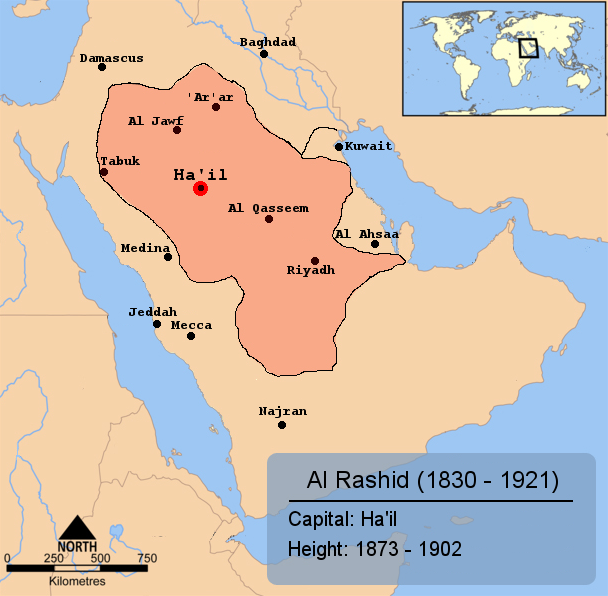
Al Rasjid op het hoogtepunt van zijn macht (1873-1902)

Het huis Al Rasjid ontleende zijn naam aan Abdullah ibn Rasjid. Deze eerste 'emir' (prins) was de stichter van het Emiraat Hail. De Rasjidi's werkten nauw samen met het Ottomaanse Rijk. Deze samenwerking werd echter problematisch toen het Ottomaanse rijk aan populariteit inboette.
In 1890 bezette Al Rasjid Riyadh. Daarna versloegen ze de Saoedi's en dwongen hen in ballingschap te leven, eerst in Bahrein, toen in Qatar en ten slotte in Koeweit.
Zoals bij veel Arabische heersende dynastieën was het ontbreken van een algemeen aanvaarde regel van opvolging een terugkerend probleem. Het geschil kwam er meestal op neer of de opvolging van de positie van emir horizontaal (dat wil zeggen aan een broer) of verticaal (naar een zoon) diende te zijn. Deze verdeeldheid binnen de familie leidde tot een bloedige interne strijd. In de laatste jaren van de negentiende eeuw stierven zes Rasjidi-heersers een gewelddadige dood. Desalniettemin bleef de Al Rasjid-familie aan de macht trok men gezamenlijk op tegen de Saoedi's in de Saoedi–Rasjidi-oorlog (1903–1907).
Tijdens de eerste twintig jaar van de 20ste eeuw was het Arabisch schiereiland toneel van een langdurige reeks oorlogen, omdat de Saoedi's en hun bondgenoten het schiereiland onder hun heerschappij wilden verenigen. Terwijl de Al Rasjids de meerderheid van de andere stammen aan hun zijde kregen, bleek de inspanning nutteloos te zijn, en in 1921 werd Ha'il ingenomen door Ibn Saud. Ibn Saud beheerste of had de steun van de meerderheid van de centrale Arabische stammen.
Sommige leden van de familie Rasjid verlieten het land en ging in vrijwillige ballingschap, meestal naar het koninkrijk Irak. In de jaren negentig bevonden zich er nog maar een handvol buiten Saudi-Arabië.

## Emirs
- ʿAbdullah bin Rashīd (1836–1848)
- Talāl bin ʿAbdullah (1848–1868)
- Mutʿib bin ʿAbdullah (1868–1869)
- Bandar bin Talāl (1869)
- Muhammed bin ʿAbdullah (1869–1897)
- ʿAbd al-ʿAzīz bin Mutʿib (1897-1906)
- Mutʿib bin ʿAbd al-ʿAzīz (1906–1907)
- Sultān bin Hammūd (1907–1908)
- Saʿūd bin Hammūd (1908–1910)
- Saʿūd bin ʿAbd al-ʿAzīz (1910–1920)
- ʿAbdullah bin Mutʿib (1920–1921)
- Muhammad bin Talāl (1921)